# ستيف وليامز (مخرج)
ستيف وليامز (بالإنجليزية: Steven Williams)‏ هو رسام رسوم متحركة وكاتب سيناريو ومنتج أفلام ومخرج كندي، ولد في 28 سبتمبر 1962 في سكاربورو، تورنتو في كندا.

## وصلات خارجية
- ستيف وليامز على موقع IMDb (الإنجليزية)
- ستيف وليامز على موقع ألو سيني (الفرنسية)
- ستيف وليامز على موقع أول موفي (الإنجليزية)
- ستيف وليامز على موقع قاعدة بيانات الفيلم (الإنجليزية)
- ستيف وليامز على موقع كينوبويسك (الروسية)